# Shirley R. Steinberg
Shirley R. Steinberg je pedagoginja, autorica, aktivistica i javni govornik čiji se rad fokusira na kritičkoj pedagogiji, socijalnoj pravdi te analizi same kulture društva. Napisala je i uredila mnoge knjige i članke o kritičkoj pedagogiji, urbanoj kulturi, kulturi mladih, analizi zajednica, kulturnim analizama, islamofobiji i pitanjima o razlikama u rasi, klasi, spolu i seksualnosti među ljudima. Ona vodi istraživačko vijeće studija mladih na Sveučilištu u Calgaryju i izvršna je direktorica Freire projekta freireproject.org, gostujući je istraživač Sveučilišta u Barceloni, te ujedno zadržava svoju fakultetsku dužnost i poziciju na Sveučilištu State University of Montclair, Sveučilištu Adelphi, veleučilištu Brooklyn, CUNY Graduate Centru i Sveučilištu McGill. Dvije godine vodila je Institut za istraživanje mladih i zajednice na Sveučilištu West of Scotland.
Ona često surađuje i s medijima kao što su CJAD radio, CBC Radio One, CTV, Toronto Globe and Mail, Canadian Press i The Montreeak Gazette vijestima. Radila je 20 godina kao glavni urednik članaka o obrazovanju u Peter Lang izdavaštvu, te je zajedno s Joem L. Kincheloem napisala jedno od najvećih serija knjiga o obrazovanju pod naslovom Counterpoints: Studies in the Postmodern Theory of Education,. Organizator je međunarodnog Instituta za kritičku pedagogiju a njezino transformativno vodstvom usmjeruje njen rad na stvaranje globalne zajednice transformativnih pedagoga i radnika koje se bave radikalnom ljubavlju, socijalnom pravdom i moći unutar društva i kulture.

## Obrazovanje
Završila je predidplomski studij na sveučilištu u Lethbridgeu, Alberta, Canada, za sveučillišnog prvostupnika (univ. bacc.) 1987. godine za profesora engleskog jezika i likovne umjetnosti, magistrirala je 1991. godine. Doktorirala je 1997. godine na Pennsylvanija State Universityju obranivši svoju doktorsku disertaciju o nastavnom planu i provedbi nastave.

## Profesionalna karijera
Sa svojim partnerom  Joeom L. Kincheloe,  Steinberg je osnovala međunarodni projekt pod nazivom The Paulo and Nita Freire za kritičku pedagogiju (freireproject.org) na sveučilištu McGill. Nakon Kincheloeove smrti projekt se transformirao u digitalnu arhivu globalnih inicijativa o kritičkoj pedagogiji. Steinberg je trenutno izvršna direktorica projekta.
Steinberg je glavna urednica međunarodnog časopisa o kritičkoj pedagogiji i zajedno s Kincheloeom,. Trenutno je konzultantska urednica časopisa "Taboo: The Journal of Culture and Education".
Osnovala je The Werklund Foundation's Youth Leadership centar (YLC) koji je pokrenut u školi za obrazovanje Werklund na Sveučilištu u Calgaryu od srpnja 2011.  godine do ožujka 2014. godine. 

### Nagrade i priznanja
Steinberg je poznata po svojem podučavanju, aktivizmu, stipendijama u području obrazovanja te po raznim mentorstvima studenata, članova zajednica i kolega. 1997. godine u suradnji sa svojim suradnicima Joeom L. Kincheloeom i Aaronom D. Gressonom III primila je nagradu Gustavus Myers Outstanding Book koju im je dodjelio centar Gustavus Myers center for the Study of Bigotry and Human Rights za knjigu Measured Lies: The Bell Curve Examined.
1999. godine primila je nagradu Sveučilišta Adelphi. Sveučilište Lethbridge Alumni Association priznao je Steinberg kao uvaženu članicu 2006. godine.
Steinberg je dobila nagradu kritičara Američke udruge obrazovnih studija za nekoliko svojih radova:
- 2000: White Reign: Deploying Whiteness in America u suradnji s Kincheloe, Rodriguez, N., & R. Chennault [1]
- 2007: Nineteen Questions: Teaching in the City (u suradnji s Kincheloe)[2]
- 2012: Critical Qualitative Research Reader (u suradnji s Gaile S.[3] Cannella)
- 2014: Critical Youth Studies Reader (u suradnji s Awad Ibrahim). [4]

Dodatne nagrade:
- 2011: Paulo Freire Lifetime nagrada za uspjeh za socijalnu pravdu i obrazovanje, Sveučilište Chapman University Faculty of Education.[5]

- 2013: Cinema Perpetuum Mobile Film Festival Screening Selection: Seeing through Paulo’s Glasses: Political Clarity, Courage, and Humility, u suradnji s Dr. G. Cucinelli. CPM, Minsk, Bjelorusija. [6]
- 2014: Nagrada za životno djelo, International Conference for Critical Media Literacy. Normal, Illinois. [7]
- 2016: Uvažena profesorica University of Calgary. [8]  [neaktivna poveznica]

## Studije

### Kritički multikulturizam
Kritički multikulturizam je smjer koji proučava pedagogiju usmjerenu na presjeku moći, identiteta i znanja. Steinberg je svoj okosnicu rada predstavila 2001. godine u svojoj knjizi, Multi/Intercultural Conversations, iako je već 1997. godine isti takav koncept predstavila u suradnji s Kincheloeom u knjizi, Changing Multiculturalism. 1998. godine Dr. Stephen Bigger navodi da „Različiti načini viđenja“ mogu biti moćni koncept koji podupire izazovan i transformativni nastavni plan kako bi potaknuo „učenje na razlikama“. Nadalje objašnjava:
Multikulturalizam, pojam koji je teško objasniti, te koji je razriješen u poziciji „kritičkog multikulturalizma“, opisan s odobrenjem kako istražuje 'način na koji moć oblikuje svijest'… Rasa, spol i klasa su povezani kao ukorijenjeni pojmovi u društvu i gospodarskoj strukturi. Pa tako roz školovanje učenici trebaju graditi vlastita razumijevanja, osjećaje indentiteta i vlastite težnje… Možemo zamisliti učionicu kao „središnje mjesto za razumijevanje mitova, laži i tišine, nižih socijalno – ekonomskih klasa i ostalih marginaliziranih pojedinaca '. 

### Medijska pismenost
Njezini tečajevi vrte se oko kritičkog pedagoškog pristupa medijima, kao što je definirala u knjizi koju je napisala zajedno s Donaldom Macedom: Media Literacy: A reader. Bit knjige objašnjava kako društvene, kulturne i političke ideje djeluju na ljudskost. Prema internetskim stranicama autora, objašnjenje ideje samog autora o medijskoj pismenosti je " analizira na koji način naše svakodnevne odluke utječu na emocionalne i tjelesne obveze vezane uz naše želje i osobna raspoloženja u našoj svakodnevnici, a sve to u poznatoj frazi Noam Chomsky, "'Proizvodnji pristanka'".

### Kinderkultura
Steinberg i Kincheloe predstavili su pojam "kinderkulture" u knjizi Kinderculture: Corporate Construction od Chilhood (Westview Press 1997. godine), to je uređena zbirka eseja koji se fokusiraju na društvenu konstrukciji djetinjstva u suvremenoj Ameriici. Prema Steinberg i Kincheloeu " najutjecajniji pedagozi našeg društva više nisu nastavnici u školi" ili roditelji. Umjesto toga, velike korporacije postaju pedagozi, koristeći masovne medije i popularnu digitalnu kulturu (poput televizije, filmova i videoigara) kako bi kulturno odgojili postmoderno dijete. U uvodu knjige „No More Secret – Kinderculture, Information Saturation and the Postmodern Child“, autori daju ime za tu korporativnu konstrukciju dječje kulture: kinderkultura.
Steinberg i Kincheloe ističu kako korporacije koriste različite oblike kinderkulture kao što su Barbie lutke, Disney filmovi, horor romani i edukativni televizijski programi „kako bi ubacili svoja učenja u fantazije, želje, potrošačke želje suvremene djece“. Korporacije znaju da djeca i roditelji imaju različite ukuse i želje te „iskorištavaju“ te razlike kako bi ostvarili dobit i promijenili ciljane kulturne i ideološke stavove kako kod djece tako i kod roditelja.
Zbrika knjiga uključuje i Stenbergovo poglavlje „The Bitch who has Everything“, gdje analizira kako Matt uz pomoć Barbike utječe na život mladih djevojaka.
Kritičari ističu da u radu Steinberga i Kincheloea postoje dva nedostatka i to su: homogena kompozicija suradnika a i njihova pristranost prema publici, učiteljima, roditeljima i djeci srednje klase. I dok se u mnogim esejima bave ulogom klase i spola u izgradnji kinderkulture, zaboravljaju na djecu koja su u klasama nižeg staleža i kupovne moći.

### Post-formalizam
1993. godine Steinberg i Kincheloe moderniziraju pojmove u svojim temeljnim člancima, A Tentative Description of Post-Formal Thinking: The Critical Confrontation with Cognitive Theory in the Harvard Education Review, usmjeravajući pozornost na pozitivne pretpostavke napravljene analizama u radovima Jeana Piageta. U svom radu iz 1996., Measured Lies: The Bell Curve Examined, Steinberg i Kincheloe pišu kako se „postformalizam bazira na razmišljanju i razvijanju svijesti same osobe, a ne slijepom vjerovanju nametnute ideologije i norme… Postformalistički mislioci sudjeluju u pokretanju meta-dijaloga, kako bi se razvijali u stalnom razgovoru sa samim sobom.“ 1999. godine Steinberg i Kincheloe su zajedno s Patricijom H. Hincheyom napisali knjigu Post-Formal Reader : Cognition and Education, te su Steinberg i Kincheloe nastavili razvijati tu ideju sljedećih desetljeća.
Prema recenziji postformalista Raymonda A. Horna, Juniora postformalizam se sastoji od četverodijelne strukture koja sadržava etimologiju, uzorak, proces i kontekst". Jednostavnije rečeno, postformalni upit razmatra pitanja značenja i svrhe, višestruke perspektive, ljudskog dostojanstva, slobode te društvene odgovornosti. Kurikulum i nastava temeljeni su na postformalizmu koji uključuju otkrivanje problema, skrivenih pretpostavki, pronalaženje odnosa, dekonstrukciju, povezivanje logike i emocije, te sudjelovanja.

## Objavljeni radovi
Članci:[9]

Knjiige, jedan od autora:
- (2000)	Contextualizing Teaching: Introduction to Education and Educational Foundations. New York, NY: Longman Publishing. (u suradnju s Joeom L. Kincheloem).
- (1999)	The Stigma of Genius: Einstein, Consciousness and Education. New York, NY: Peter Lang. (u suradnji s Joeom L. Kincheloem i Deborah J. Tippins)
- (1997)	Changing Multiculturalism: New Times, New Curriculum. Buckingham, UK: Open University Press. (u suradnji s Joeom L. Kincheloem)

Knjige, uredila:
- (2011)	Kinderculture: The Corporate Construction of Childhood. Boulder, CO:  Westview Press. [Treća urednica]
- (2010) 19 Urban Questions: Teaching in the City New York, NY: Peter Lang. [Druga urednica]
- (2009) Diversity and Multiculturalism: a Reader. New York, NY: Peter Lang.
- (2005) Teen Life in Europe. Westport, CT: Greenwood Press.
- (2001) Multi/intercultural Conversations : a Reader. New York, NY: Peter Lang.

Knjige, uredila surađujući s drugima:
- (2016). Critically Researching Youth New York, NY:  Peter Lang. (u suradnji s Awadom Ibrahim)
- (2016)  The Curriculum:  Decanonizing the Field New York, NY:  Peter Lang. (u suradnji s Joaom Paraskeva)
- (2014)  Critical Youth Studies Reader New York, NY: Peter Lang. (u suradnji s Awadom Ibrahim)
- (2012)  Critical Qualitative Research Reader. New York, NY: Peter Lang. (u suradnji s Gaile Sloan Cannella)
- (2010)	Boy Culture:  an Encyclopedia. Santa Barbara, CA: ABC Clio. (u suradnji s Michaelom Kehlerom and Lindsay Cornish)
- (2010) Teaching Against Islamophobia." New York, NY: Peter Lang. (u suradnji s Joeom L. Kincheloem)
- (2009)	Christotainment:  Selling Jesus Through Popular Culture. Boulder, CO: Westview Press. (u suradnji s Joeom L. Kincheloem)
- (2007)	Cutting Class: Socioeconomic Class and Education. Lanham, MD: Rowman and Littlefield. (u suradnji s Joeom L. Kincheloem)
- (2007)	Media Literacy: a Reader. New York, NY: Peter Lang. (u suradnji s Donaldom Macedom)
- (2006)	Contemporary Youth Culture: an Encyclopedia. Westport, CT: Greenwood Press. (u suradnji s Priyaom Parmar and Birgit Richard)
- (2006)	What You Don’t Know About Schools. New York, NY: Palgrave Macmillan. (u suradnji s Joeom L. Kincheloem)
- (2004)	19 Urban Questions: Teaching in the City. New York, NY: Peter Lang Publishing. (u suradnji s Joeom L. Kincheloem)
- (2004)	Kinderculture: the Corporate Construction of Childhood. Boulder, CO: Westview Press. [Drugi urednici.] (u suradnji s Joem L. Kincheloem)
- (2004)	The Miseducation of the West: How Schools and the Media Distort Our Understanding of the Islamic World. Westport, CT: Praeger Press, (u suradnji s Joe L. Kincheloe)
- (2000)	Thinking Queer: Sexuality, Culture and Education. New York, NY: Peter Lang Publishing. (u suradnji sa Susan Talburt) *NOTE: Prevedeno na španjolski
- (1999)	The Post-Formal Reader: Cognition and Education. New York, NY: Falmer Press. (u suradnji s Joeom L. Kincheloem and Patriciom Hinchey)
- (1998)	White Reign: Deploying Whiteness in America. New York, NY: St. Martin’s Press. (u suradnji s Joe L. Kincheloe, Nelsonom Rodriguezom, Ronaldom E. Chennault)
- (1998)	Students as Researchers: Creating Classrooms that Matter. London, UK: Falmer Press. (u suradnji s Joeom L. Kincheloem) *NOTE: Prevedeno na kineki 2001.
- (1998)	Unauthorized Methods: Strategies for Critical Teaching. New York, NY: Routledge. (u suradnji s Joem L. Kincheloem)
- (1997)	Kinderculture: The Corporate Construction of Childhood. Boulder, CO: Westview Press. [Prvi urednici] (u suradnji s Joem L. Kincheloem) *NOTE: Prevedeno na španjolski i portugalski
- (1996)	Measured Lies: The Bell Curve Examined. New York, NY: St. Martin’s Press.  (u suradnji s Joe L. Kincheloe i Aaronom D. Gresson III)
- (1996)	Thirteen Questions: Reframing Education’s Conversation. New York, NY: Peter Lang. [Drugi urednici] (u suradnji s Joem L. Kincheloem)

## Više
- Joe L. Kincheloe

## Vanjske poveznice
- The Freire Project
- The Werklund Youth Leadership Centre  Arhivirana inačica izvorne stranice od 29. siječnja 2017. (Wayback Machine)
- List of the American Educational Studies Association's Critics' Choice Awards